# تلیله گردن‌سرخ
تلیله گردن‌سرخ (نام علمی: Calidris ruficollis) نام یک گونه از سرده تلیله است.